# Rouves
Rouves és un municipi francès situat al departament de Meurthe i Mosel·la i a la regió del Gran Est. L'any 2018 tenia 103 habitants.

## Demografia

### Població
El 2007 la població de fet de Rouves era de 97 persones. Hi havia 36 famílies, de les quals 8 eren unipersonals (8 homes vivint sols), 12 parelles sense fills i 16 parelles amb fills.
La població ha evolucionat segons el següent gràfic:
Habitants censats

### Habitatges
El 2007 hi havia 36 habitatges, 35 eren l'habitatge principal de la família i 1 estava desocupat. 34 eren cases i 2 eren apartaments. Dels 35 habitatges principals, 28 estaven ocupats pels seus propietaris i 7 estaven llogats i ocupats pels llogaters; 1 tenia dues cambres, 3 en tenien tres, 5 en tenien quatre i 26 en tenien cinc o més. 26 habitatges disposaven pel capbaix d'una plaça de pàrquing. A 17 habitatges hi havia un automòbil i a 17 n'hi havia dos o més.

### Piràmide de població
La piràmide de població per edats i sexe el 2009 era:
| Homes | Edats   | Dones |
| ----- | ------- | ----- |
| 0     | 95 o +  | 0     |
| 0     | 90 a 94 | 0     |
| 0     | 85 a 89 | 0     |
| 0     | 80 a 84 | 0     |
| 0     | 75 a 79 | 4     |
| 0     | 70 a 74 | 0     |
| 4     | 65 a 69 | 0     |
| 0     | 60 a 64 | 4     |
| 0     | 55 a 59 | 0     |
| 0     | 50 a 54 | 0     |
| 4     | 45 a 49 | 4     |
| 4     | 40 a 44 | 0     |
| 4     | 35 a 39 | 12    |
| 12    | 30 a 34 | 4     |
| 0     | 25 a 29 | 4     |
| 4     | 20 a 24 | 0     |
| 8     | 15 a 19 | 4     |
| 8     | 10 a 14 | 4     |
| 4     | 5 a 9   | 4     |
| 4     | 0 a 4   | 12    |

## Economia
El 2007 la població en edat de treballar era de 67 persones, 53 eren actives i 14 eren inactives. De les 53 persones actives 51 estaven ocupades (32 homes i 19 dones) i 2 estaven aturades (2 dones i 2 dones). De les 14 persones inactives 3 estaven jubilades, 5 estaven estudiant i 6 estaven classificades com a «altres inactius».
Activitats econòmiques
Dels 2 establiments que hi havia el 2007, 1 era d'una empresa de transport i 1 d'una empresa de serveis.
L'any 2000 a Rouves hi havia 4 explotacions agrícoles que ocupaven un total de 400 hectàrees.

## Poblacions més properes
El següent diagrama mostra les poblacions més properes.